# Defensive end
 (signalé en juillet 2025).
Si vous disposez d'ouvrages ou d'articles de référence ou si vous connaissez des sites web de qualité traitant du thème abordé ici, merci de compléter l'article en donnant les références utiles à sa vérifiabilité et en les liant à la section « Notes et références ».
- Archive Wikiwix
- Bing
- Cairn
- DuckDuckGo
- E. Universalis
- Gallica
- Google
- G. Books
- G. News
- G. Scholar
- Persée
- Qwant
- (zh) Baidu
- (ru) Yandex
- (wd) trouver des œuvres sur Wikidata

Un defensive end, appelé ailier défensif au Canada, est un joueur de football américain ou de football canadien évoluant au sein de l'escoudade défensive, plus précisément au sein de la ligne défensive.

## Qualités
Longtemps, les defensive ends furent des gabarits impressionnants et assez lourds, se rapprochant de leurs partenaires de la ligne défensive, les defensive tackles. Désormais, ils sont beaucoup plus athlétiques et vifs. Ils constituent un juste milieu entre les defensive tackles à la corpulence impressionnante et les linebackers plus vifs. Leur taille oscille entre généralement entre 1,80 m et 2,00 m pour un poids compris entre 120 et 130 kg même si certains joueurs plus lourds subsistent encore.

## Rôles

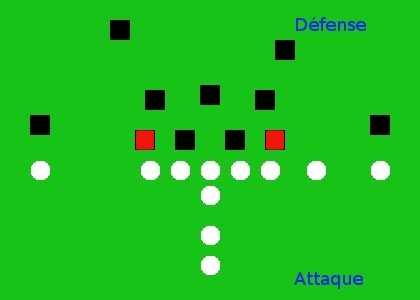
Position des defensive ends (en rouge) dans un schéma de jeu classique au football américain

Ils sont situés sur les deux extrémités de la ligne défensive. Leur évolution vers un style plus vif a conduit ces joueurs à devenir les meilleurs réalisateurs de sacks avec quelques linebackers. Beaucoup d'entre eux ont pour qualité principale leur vitesse, ce qui leur permet de déborder leur vis-à-vis afin de courir vers le quarterback. Mais ce n'est pas leur seul rôle. Lors des phases de course, ils doivent empêcher le running back de gagner trop de terrain. Pour cela, ils doivent se défaire du marquage du joueur de ligne offensive qui leur fait face, souvent un offensive tackle. Mais ils sont sur ce plan moins efficace que les linebackers qui, en couverture, ont plus de réussite dans le plaquage des running backs. Le rôle des defensive ends est donc moins facile à chiffrer mais la pression constante qu'ils font peser sur l'attaque adverse et notamment sur le quarterback est primordiale dans la réussite des tactiques défensives.